# Coupe du monde de tir de l'ISSF 2010
Navigation
Édition précédente Édition suivante
La Coupe du monde de tir de l'ISSF 2010 est la vingt-cinquième édition annuelle de la Coupe du monde organisée par l'ISSF (Fédération Internationale de Tir Sportif).
Elle regroupe toutes les épreuves figurant au programme olympique. 
Trois compétitions de qualification ont lieu entre mars et juillet pour chacune des armes (carabine, pistolet et fusil de chasse) et les meilleurs tireurs sont qualifiés pour les finales en octobre et novembre.

## Calendrier
| Dates                        | Lieu         | Pays        | Carabine | Pistolet | Fusil de chasse |
| ---------------------------- | ------------ | ----------- | -------- | -------- | --------------- |
| 1 au 10 mars                 | Acapulco     | Mexique     |          |          | ✔               |
| 20 au 28 mars                | Sydney       | Australie   | ✔        | ✔        |                 |
| 16 au 25 avril               | Pékin        | Chine       | ✔        | ✔        | ✔               |
| 11 au 20 mai                 | Dorset       | Royaume-Uni |          |          | ✔               |
| 22 au 31 mai                 | Fort Benning | États-Unis  | ✔        | ✔        |                 |
| 7 au 16 juin                 | Lonato       | Italie      |          |          | ✔               |
| 26 juin au 4 juillet         | Belgrade     | Serbie      | ✔        | ✔        |                 |
| 16 au 23 septembre (Finales) | Izmir        | Turquie     |          |          | ✔               |
| 24 au 29 octobre (Finales)   | Munich       | Allemagne   | ✔        | ✔        |                 |

## Résultats

### Carabine masculin
| 10 m air comprimé  | 10 m air comprimé      | 50 m 3 positions   | 50 m 3 positions  | 50 m tir couché    | 50 m tir couché   |
| Sydney             | Sydney                 | Sydney             | Sydney            | Sydney             | Sydney            |
| ------------------ | ---------------------- | ------------------ | ----------------- | ------------------ | ----------------- |
| Médaille d'or      | Cao Yifei              | Médaille d'or      | Matthew Emmons    | Médaille d'or      | Warren Potent     |
| Médaille d'argent  | Sanjeev Rajput         | Médaille d'argent  | Mario Knoegler    | Médaille d'argent  | Joydeep Karmakar  |
| Médaille de bronze | Mario Knoegler         | Médaille de bronze | Peter Sidi        | Médaille de bronze | Sergei Martynov   |
| Pékin              | Pékin                  | Pékin              | Pékin             | Pékin              | Pékin             |
| Médaille d'or      | Denis Sokolov          | Médaille d'or      | Julian Justus     | Médaille d'or      | Joseph Hein       |
| Médaille d'argent  | Zhu Qinan              | Médaille d'argent  | Zhang Fu          | Médaille d'argent  | Henri Junghaenel  |
| Médaille de bronze | Gagan Narang           | Médaille de bronze | Daniel Brodmeier  | Médaille de bronze | Eric Uptagrafft   |
| Fort Benning       | Fort Benning           | Fort Benning       | Fort Benning      | Fort Benning       | Fort Benning      |
| Médaille d'or      | Zhu Qinan              | Médaille d'or      | Matthew Emmons    | Médaille d'or      | Niccolo Campriani |
| Médaille d'argent  | Wang Tao               | Médaille d'argent  | Jason Parker      | Médaille d'argent  | Eric Uptagrafft   |
| Médaille de bronze | Serguei Kruglov        | Médaille de bronze | Niccolo Campriani | Médaille de bronze | Matthew Emmons    |
| Belgrade           | Belgrade               | Belgrade           | Belgrade          | Belgrade           | Belgrade          |
| Médaille d'or      | Niccolo Campriani      | Médaille d'or      | Matthew Emmons    | Médaille d'or      | Michael McPhail   |
| Médaille d'argent  | Pierre Edmond Piasecki | Médaille d'argent  | Artem Khadjibekov | Médaille d'argent  | Guy Starik        |
| Médaille de bronze | Wang Tao               | Médaille de bronze | Mario Knoegler    | Médaille de bronze | Christian Planer  |
| Finale : Munich    | Finale : Munich        | Finale : Munich    | Finale : Munich   | Finale : Munich    | Finale : Munich   |
| Médaille d'or      | Denis Sokolov          | Médaille d'or      | Sergei Martynov   | Médaille d'or      | Artem Khadjibekov |
| Médaille d'argent  | Niccolo Campriani      | Médaille d'argent  | Vebjoern Berg     | Médaille d'argent  | Peter Sidi        |
| Médaille de bronze | Peter Sidi             | Médaille de bronze | Henri Junghaenel  | Médaille de bronze | Niccolo Campriani |

### Carabine féminin
| 10 m air comprimé  | 10 m air comprimé      | 50 m 3 positions   | 50 m 3 positions    |
| Sydney             | Sydney                 | Sydney             | Sydney              |
| ------------------ | ---------------------- | ------------------ | ------------------- |
| Médaille d'or      | Katerina Emmons        | Médaille d'or      | Wu Liuxi            |
| Médaille d'argent  | Nur Suryani Mohd Taibi | Médaille d'argent  | Jamie Lynn Gray     |
| Médaille de bronze | Jamie Lynn Gray        | Médaille de bronze | Snjezana Pejcic     |
| Pékin              | Pékin                  | Pékin              | Pékin               |
| Médaille d'or      | Wu Liuxi               | Médaille d'or      | Wu Liuxi            |
| Médaille d'argent  | Yi Siling              | Médaille d'argent  | Wang Chengyi        |
| Médaille de bronze | Beate Gauss            | Médaille de bronze | Elaheh Ahmadi       |
| Fort Benning       | Fort Benning           | Fort Benning       | Fort Benning        |
| Médaille d'or      | Yi Siling              | Médaille d'or      | Jamie Lynn Gray     |
| Médaille d'argent  | Wu Liuxi               | Médaille d'argent  | Wu Liuxi            |
| Médaille de bronze | Andrea Arsovic         | Médaille de bronze | Zheng Feng          |
| Belgrade           | Belgrade               | Belgrade           | Belgrade            |
| Médaille d'or      | Sonja Pfeilschifter    | Médaille d'or      | Olga Dovgun         |
| Médaille d'argent  | Snjezana Pejcic        | Médaille d'argent  | Dong Lijie          |
| Médaille de bronze | Jessica Mager          | Médaille de bronze | Snjezana Pejcic     |
| Finale : Munich    | Finale : Munich        | Finale : Munich    | Finale : Munich     |
| Médaille d'or      | Sonja Pfeilschifter    | Médaille d'or      | Jamie Lynn Gray     |
| Médaille d'argent  | Beate Gauss            | Médaille d'argent  | Lidija Mihajlovic   |
| Médaille de bronze | Jamie Lynn Gray        | Médaille de bronze | Sonja Pfeilschifter |

### Pistolet masculin
| 10 m air comprimé  | 10 m air comprimé     | 25 m tir rapide    | 25 m tir rapide   | 50 m               | 50 m              |
| Sydney             | Sydney                | Sydney             | Sydney            | Sydney             | Sydney            |
| ------------------ | --------------------- | ------------------ | ----------------- | ------------------ | ----------------- |
| Médaille d'or      | Jin Jong-oh           | Médaille d'or      | Li Yuehong        | Médaille d'or      | Lin Zhongzai      |
| Médaille d'argent  | Omkar Singh           | Médaille d'argent  | Zhang Jian        | Médaille d'argent  | Jin Jong-oh       |
| Médaille de bronze | Sergey Chervyakovskiy | Médaille de bronze | Zhang Penghui     | Médaille de bronze | Daryl Szarenski   |
| Pékin              | Pékin                 | Pékin              | Pékin             | Pékin              | Pékin             |
| Médaille d'or      | Daryl Szarenski       | Médaille d'or      | Li Yuehong        | Médaille d'or      | Daryl Szarenski   |
| Médaille d'argent  | Damir Mikec           | Médaille d'argent  | Ivan Stukachev    | Médaille d'argent  | Abdullah Ustaoglu |
| Médaille de bronze | Vladimir Isakov       | Médaille de bronze | Ding Feng         | Médaille de bronze | Oleh Omelchuk     |
| Fort Benning       | Fort Benning          | Fort Benning       | Fort Benning      | Fort Benning       | Fort Benning      |
| Médaille d'or      | Damir Mikec           | Médaille d'or      | Ding Feng         | Médaille d'or      | Leonid Ekimov     |
| Médaille d'argent  | Rashid Yunusmetov     | Médaille d'argent  | Riccardo Mazzetti | Médaille d'argent  | Daryl Szarenski   |
| Médaille de bronze | Pang Wei              | Médaille de bronze | Leonid Ekimov     | Médaille de bronze | Wu Jing           |
| Belgrade           | Belgrade              | Belgrade           | Belgrade          | Belgrade           | Belgrade          |
| Médaille d'or      | Mauro Badaracchi      | Médaille d'or      | Fabrice Daumal    | Médaille d'or      | Oleh Omelchuk     |
| Médaille d'argent  | Franck Dumoulin       | Médaille d'argent  | Christian Reitz   | Médaille d'argent  | Pavol Kopp        |
| Médaille de bronze | Vladimir Isakov       | Médaille de bronze | Josef Fiala       | Médaille de bronze | Vladimir Isakov   |
| Finale : Munich    | Finale : Munich       | Finale : Munich    | Finale : Munich   | Finale : Munich    | Finale : Munich   |
| Médaille d'or      | Mauro Badaracchi      | Médaille d'or      | Leonid Ekimov     | Médaille d'or      | Daryl Szarenski   |
| Médaille d'argent  | Rashid Yunusmetov     | Médaille d'argent  | Riccardo Mazzetti | Médaille d'argent  | Vladimir Isakov   |
| Médaille de bronze | Tomoyuki Matsuda      | Médaille de bronze | Jorge Llames      | Médaille de bronze | Tomoyuki Matsuda  |

### Pistolet féminin
| 10 m air comprimé  | 10 m air comprimé    | 25 m               | 25 m                 |
| Sydney             | Sydney               | Sydney             | Sydney               |
| ------------------ | -------------------- | ------------------ | -------------------- |
| Médaille d'or      | Park Minjin          | Médaille d'or      | Jasna Sekaric        |
| Médaille d'argent  | Dina Aspandiyarova   | Médaille d'argent  | Anna Mastyanina      |
| Médaille de bronze | Guo Wenjun           | Médaille de bronze | Boo Soon Hee         |
| Pékin              | Pékin                | Pékin              | Pékin                |
| Médaille d'or      | Guo Wenjun           | Médaille d'or      | Munkhbayar Dorjsuren |
| Médaille d'argent  | Liubov Yaskevich     | Médaille d'argent  | Lalita Yauhleuskaya  |
| Médaille de bronze | Kim Seon A           | Médaille de bronze | Zhang Jingjing       |
| Fort Benning       | Fort Benning         | Fort Benning       | Fort Benning         |
| Médaille d'or      | Zauresh Baibussinova | Médaille d'or      | Maria Grozdeva       |
| Médaille d'argent  | Kira Mozgalova       | Médaille d'argent  | Kira Mozgalova       |
| Médaille de bronze | Guo Wenjun           | Médaille de bronze | Munkzul Tsogbadrah   |
| Belgrade           | Belgrade             | Belgrade           | Belgrade             |
| Médaille d'or      | Céline Goberville    | Médaille d'or      | Maria Grozdeva       |
| Médaille d'argent  | Antoaneta Boneva     | Médaille d'argent  | Céline Goberville    |
| Médaille de bronze | Olena Kostevych      | Médaille de bronze | Nino Salukvadze      |
| Finale : Munich    | Finale : Munich      | Finale : Munich    | Finale : Munich      |
| Médaille d'or      | Kira Mozgalova       | Médaille d'or      | Nino Salukvadze      |
| Médaille d'argent  | Viktoria Chaika      | Médaille d'argent  | Lenka Maruskova      |
| Médaille de bronze | Céline Goberville    | Médaille de bronze | Céline Goberville    |

### Fusil de chasse masculin
| Trap               | Trap                  | Double Trap        | Double Trap      | Skeet              | Skeet                |
| Acapulco           | Acapulco              | Acapulco           | Acapulco         | Acapulco           | Acapulco             |
| ------------------ | --------------------- | ------------------ | ---------------- | ------------------ | -------------------- |
| Médaille d'or      | Manavjit Singh Sandhu | Médaille d'or      | Joshua Richmond  | Médaille d'or      | Tore Brovold         |
| Médaille d'argent  | Daniele Resca         | Médaille d'argent  | Hakan Dahlby     | Médaille d'argent  | Randal McLelland     |
| Médaille de bronze | John Mullins          | Médaille de bronze | Jeffreguiny Hol  | Médaille de bronze | Mykola Milchev       |
| Pékin              | Pékin                 | Pékin              | Pékin            | Pékin              | Pékin                |
| Médaille d'or      | Adam Vella            | Médaille d'or      | Mo Junjie        | Médaille d'or      | Tore Brovold         |
| Médaille d'argent  | Alexey Alipov         | Médaille d'argent  | Russell Mark     | Médaille d'argent  | Mykola Milchev       |
| Médaille de bronze | Ryan Hadden           | Médaille de bronze | Rashid Al-Athba  | Médaille de bronze | Luigi Lodde          |
| Dorset             | Dorset                | Dorset             | Dorset           | Dorset             | Dorset               |
| Médaille d'or      | Alexey Alipov         | Médaille d'or      | Pan Qiang        | Médaille d'or      | Yórgos Achilléos     |
| Médaille d'argent  | Yu Xiaokai            | Médaille d'argent  | Vitaly Fokeev    | Médaille d'argent  | Efthimios Mitas      |
| Médaille de bronze | David Kostelecky      | Médaille de bronze | Jeffrey Holguin  | Médaille de bronze | Valeriy Shomin       |
| Lonato             | Lonato                | Lonato             | Lonato           | Lonato             | Lonato               |
| Médaille d'or      | Mauro De Filippis     | Médaille d'or      | Ronjan Sodhi     | Médaille d'or      | Yórgos Achilléos     |
| Médaille d'argent  | Josip Glasnovic       | Médaille d'argent  | Vitaly Fokeev    | Médaille d'argent  | Nikolaos Mavrommatis |
| Médaille de bronze | Rodolfo Vigano        | Médaille de bronze | Fehaid Aldeehani | Médaille de bronze | Vincent Hancock      |
| Finale : Izmir     | Finale : Izmir        | Finale : Izmir     | Finale : Izmir   | Finale : Izmir     | Finale : Izmir       |
| Médaille d'or      | Oguzhan Tuzun         | Médaille d'or      | Ronjan Sodhi     | Médaille d'or      | Ennio Falco          |
| Médaille d'argent  | Alexey Alipov         | Médaille d'argent  | Mo Junjie        | Médaille d'argent  | Anders Golding       |
| Médaille de bronze | Adam Vella            | Médaille de bronze | Pan Qiang        | Médaille de bronze | Valeriy Shomin       |

### Fusil de chasse féminin
| Trap               | Trap               | Skeet              | Skeet           |
| Acapulco           | Acapulco           | Acapulco           | Acapulco        |
| ------------------ | ------------------ | ------------------ | --------------- |
| Médaille d'or      | Yang Huan          | Médaille d'or      | Kimberly Rhode  |
| Médaille d'argent  | Corey Cogdell      | Médaille d'argent  | Yu Xiumin       |
| Médaille de bronze | Deborah Gelisio    | Médaille de bronze | Amber English   |
| Pékin              | Pékin              | Pékin              | Pékin           |
| Médaille d'or      | Liu Yingzi         | Médaille d'or      | Kimberly Rhode  |
| Médaille d'argent  | Keiko Suzu         | Médaille d'argent  | Shi Hong Yan    |
| Médaille de bronze | Zuzana Stefecekova | Médaille de bronze | Wei Ning        |
| Dorset             | Dorset             | Dorset             | Dorset          |
| Médaille d'or      | Daniela Del Din    | Médaille d'or      | Chiara Cainero  |
| Médaille d'argent  | Seema Tomar        | Médaille d'argent  | Wei Ning        |
| Médaille de bronze | Maria Volkova      | Médaille de bronze | Elena Allen     |
| Lonato             | Lonato             | Lonato             | Lonato          |
| Médaille d'or      | Gao E              | Médaille d'or      | Haley Dunn      |
| Médaille d'argent  | Zuzana Stefecekova | Médaille d'argent  | Katiuscia Spada |
| Médaille de bronze | Liu Yingzi         | Médaille de bronze | Elena Allen     |
| Finale : Izmir     | Finale : Izmir     | Finale : Izmir     | Finale : Izmir  |
| Médaille d'or      | Liu Yingzi         | Médaille d'or      | Katiuscia Spada |
| Médaille d'argent  | Jessica Rossi      | Médaille d'argent  | Kimberly Rhode  |
| Médaille de bronze | Maria Volkova      | Médaille de bronze | Danka Bartekova |